# Julio Velasco
Julio Velasco (ur. 9 lutego 1952 w La Placie) – argentyński siatkarz i trener siatkarski.
12 maja 2025 roku przyznano mu tytuł magistra psychologii na włoskim Uniwersytecie w Trieście.

## Kariera
Julio Velasco pierwsze kontakty z siatkówką miał jeszcze podczas liceum i studiów, na których grał, a następnie trenował drużyny młodzieżowe. Pierwszą profesjonalną drużyną w karierze Velsaci była Ferro Carril Oeste, którą trenował w latach 1979–1982. W tym okresie zespół dominował w lidze argentyńskiej zdobywając cztery tytuły z rzędu. Sukcesy z klubem sprawiły, że był on również asystentem trenera reprezentacji Argentyny.
Następnie wyjechał do Włoch, gdzie trenował najpierw Tre Valli Jesi, a potem Panini Modena z którym odniósł największe sukcesy w karierze klubowej: Mistrzostwo Włoch (1986, 1987, 1988, 1989), Puchar Włoch (1986, 1988, 1989), Puchar CEV (1986) oraz trzykrotnie docierał do finału Pucharu Europy w latach 1987–1989, w którym jego zespół za każdym razem musiał uznać wyższość radzieckiego CSKA Moskwa.
Dzięki sukcesom z Panini Modena Velasco dostał angaż prowadzenia reprezentacji Włoch, z którą w latach 1989–1996 również odnosił sukcesy: dwukrotne mistrzostwo świata (1990, 1994), trzykrotne mistrzostwo Europy (1989, 1993, 1995), wicemistrzostwo olimpijskie (1996), pięciokrotny triumf w Lidze Światowej (1990, 1991, 1992, 1994, 1995), a także Puchar Świata (1995) i Puchar Wielkich Mistrzów (1993).
Potem przez rok trenował kobiecą reprezentację Włoch, z którą zdobył złoty medal na Igrzyskach Śródziemnomorskich w Bari 1997. Następnie trenował: reprezentację Czech (2001–2003), włoską Copra Piacenza (2003–2004), włoską Pallavolo Modena (2004–2006), włoskie Gabeca Pallavolo (2006–2008) oraz reprezentację Hiszpanii (2008–2011), z którą w Pescarze zdobył srebrny medal igrzysk śródziemnomorskich 2009 oraz trzykrotnie docierał do finału Ligi Europejskiej (2009, 2010, 2011).
W latach 2011–2013 był trenerem reprezentacji Iranu, z którą dwukrotnie zdobył mistrzostwo Azji (2011, 2013).
W latach 2014–2018 trenował reprezentację Argentyny, a w latach 2018–2019 włoskie Azimut Modena. W 2019 roku poinformował o przejściu na emeryturę. W 2023 roku zdecydował się wrócić do pracy, podpisując kontrakt na sezon 2023/2024 z kobiecą drużyną UYBA Busto Arsizio.
W listopadzie 2023 włoska federacja siatkówki poinformowała, że od 1 stycznia 2024 Julio Velasco obejmie stanowisko selekcjonera kobiecej reprezentacji Włoch. 21 listopada 2023 Argentyńczyk zrezygnował z prowadzenia UYBA Busto Arsizio. W 2024 z reprezentacją Włoch siatkarek doprowadził do złotego medalu w Lidze Narodów siatkarek oraz na Igrzyskach Olimpijskich w Paryżu.

## Największe sukcesy
- Igrzyska Olimpijskie:
  -  1996 (z Włochami)
  - 2024 (z Włochami)
- Liga Światowa:
  -  1990, 1991, 1992, 1994, 1995 (z Włochami)
  -  1996 (z Włochami)
  - 1993 (z Włochami)
- Liga Narodów:
  -  2024, 2025 (z Włochami)

- Mistrzostwa Świata:
  - 1990, 1994 (z Włochami)
- Mistrzostwa Europy:
  -  1989, 1993, 1995 (z Włochami)
  -  1991 (z Włochami)
- Mistrzostwa Azji:
  -  2011, 2013 (z Iranem)
- Igrzyska Śródziemnomorskie:
  -  1997 (z Włochami kobiet)
  -  2009 (z Hiszpanią)
- Liga Europejska:
  -  2009, 2010, 2011 (z Hiszpanią)
- Puchar Świata:
  -  1995 (z Włochami)
- Puchar Wielkich Mistrzów:
  -  1993 (z Włochami)
- Mistrzostwa Argentyny:
  -  1979, 1980, 1981, 1982 (z Ferro Carril Oeste)
- Mistrzostwa Włoch:
  -  1986, 1987, 1988, 1989 (z Pallavolo Modena)
- Puchar Włoch:
  -  1986, 1988, 1989 (z Pallavolo Modena)
  -  1987 (z Pallavolo Modena)
- Puchar Europy Mistrzów Klubowych:
  -  1987, 1988, 1989 (z Pallavolo Modena)
- Puchar CEV:
  -  1986 (z Pallavolo Modena)